# バーソン・マーステラ
バーソン・マーステラ（英: Burson-Marsteller）は、アメリカのニューヨークに本社を置く大手PR会社。WPPグループ傘下のヤング・アンド・ルビカムを親会社に持ち、59カ国で事業を展開している。本項では日本法人である株式会社バーソン・マーステラについても触れる。

## 沿革
1946年に、ハロルド・バーソンが個人事業としてパブリック・リレーションズ事業を開始。1953年、マーステラゲブハルトと共同で、シカゴに広告代理店を設立。
1994年、バーソン・マーステラの執行役員のトーマス・モッサーが、ユナボマーことセオドア・カジンスキーから送付された郵便爆弾により殺害された。カジンスキーは、同社がエクソンバルディーズ号原油流出事故に関し大衆の世論を操作したことに対し犯行に及んだと供述している。早くからデジタルに注力しており、1980年代に最初のテクノロジーチームを組織した。
2018年2月に、同じくWPP傘下のコーン&ウルフと合併、「バーソン・コーン&ウルフ」となる。

## 主な事例
- 1979年のスリーマイル島原子力発電所事故後、プラントメーカーのバブコック・アンド・ウィルコックス社の依頼に応じ広報活動を行った。
- 1982年と1986年に、タイレノール毒物混入事件に関し危機管理に関する助言を行った。
- 1984年のユニオンカーバイド社によるボパール化学工場事故に対し、1か月以上現地に滞在し広報活動を行った。
- 分離論者による、ナイジェリア政府がビアフラで大量虐殺を行ったとの申立てに対し、ナイジェリア政府の依頼により、この申し立てを否定した。

## 日本法人
1973年に日本法人を設立。コンサルティングや危機管理シミュレーション、メディア調査などの事業を行う。第一号案件は女性を対象としたマラソン大会の広報活動であった。2019年1月1日付けで「株式会社バーソン・コーン&ウルフ・ジャパン」に社名変更した。